# Robert Goldsborough
Robert Goldsborough, né le 3 octobre 1937 à Chicago, dans l'Illinois, aux États-Unis, est un journaliste et un écrivain américain, auteur de roman policier.

## Biographie
Il grandit dans sa ville natale et fait des études à l'université Northwestern, où il obtient un baccalauréat universitaire en 1959 et une maîtrise en 1960. Il s'inscrit ensuite à la Medill School of Journalism (en). Après ses études, il travaille pendant un an pour l'Associated Press, puis devient reporter pour le Chicago Tribune de 1960 à 1963. Il est ensuite assistant du rédacteur en chef du magazine du dimanche du Chicago Tribune jusqu'en 1966, puis occupe divers postes de rédaction dans le milieu de la presse, notamment, à partir de 1988, celui de rédacteur en chef du magazine Advertising Age.
En 1986, en accord avec les héritiers de Rex Stout, il reprend le personnage de Nero Wolfe en publiant Murder in E Minor (en). Avec ce roman, il est lauréat du prix Nero 1986. Il écrit dix autres romans mettant en scène le célèbre détective en fauteuil et son assistant Archie Goodwin. Dans Archie Meets Nero Wolfe, paru en 2012, il raconte les circonstances qui ont permis la rencontre entre ces deux personnages qui développeront une fructueuse collaboration pendant plusieurs décennies.
En 2004, Robert Goldsborough prend sa retraite du Advertising Age et, l'année suivante, il amorce la publication d'une série de six romans policiers historiques ayant pour héros Steve « Snap » Malek, un journaliste criminel au Chicago Tribune dans les années 1930-1940.

## Œuvre

### Romans

#### SérieNero Wolfe
- Murder in E Minor (en) (1986)
- Death on Deadline (en) (1987)
- Bloodied Ivy (1988)
- Last Coincidence (1989)
- Fade to Black (1990)
- Silver Spire (1992)
- The Missing Chapter (1993)
- Archie Meets Nero Wolfe (2012)
- Murder in the Ball Park (2014)
- Archie in the Crosshairs (2015)
- Stop the Presses! (2016)

#### SérieSnap Malek
- Three Strikes You're Dead (2005)
- Shadow of the Bomb (2006)
- A Death in Pilsen (2007)
- A President in Peril (2009)
- Terror at the Fair (2011)
- A Call from Rockford (2010)

### Autres ouvrages
- Great Railroad Paintings (1976)
- Crain Adventure (1992)

## Prix et distinctions

### Prix
- Prix Nero 1986 pour Murder in E Minor[1]

### Nomination
- Prix Shamus 2013 du meilleur livre de poche original pour Archie Meets Nero Wolfe[2]